# Stade Jean-Bouin (Marseille)
Pour les articles homonymes, voir Stade Jean-Bouin.
Le stade Jean-Bouin de Marseille est un stade situé dans le 8e arrondissement de Marseille.
Il se situe au 65 avenue Clot-Bey, à quelques mètres du Parc Borély.

## Histoire
Il est inauguré officiellement le 1er novembre 1921. Le stade comprend une piste d'athlétisme et est utilisé notamment par le Stade Marseillais Université Club pour des matchs de football et de rugby à XV. Il fait partie du complexe sportif Jean Bouin.
Des matchs du Stade phocéen Marseille Vitrolles se sont également déroulés dans l'enceinte.
Le stade a été rénové en 2007 dans l'optique de la Coupe du monde de rugby à XV 2007 et une tribune de 300 places a été créée. Il a servi de terrain d'entrainement des All Blacks de Nouvelle-Zélande durant la coupe du monde.
Le 2 novembre 2011, l'équipe de France féminine de rugby à XV y rencontre l'Angleterre dans le carde de la tournée d'automne.